# Lista de ferramentas e serviços da Microsoft

## Lista de ferramentas e serviços da Microsoft
O Microsoft Windows é o principal serviço criado pela Microsoft, empresa fundada por Bill Gates e Paul Allen. Essa é uma lista, em ordem alfabética, das ferramentas e serviços oferecidos, atualmente.
| Serviços Windows | Sumário | Site |  |
| ---------------- | --- | ---- |  |
| MSN              | Portal e rede de serviços. | Site |  |
| Outlook          | Serviço de conta de e-mail. | Site |  |
| OneDrive         | É um serviço de armazenamento em nuvem da Microsoft. Com ele é possível armazenar e hospedar qualquer arquivo, usando uma Conta da Microsoft. | Site |  |

| Serviços Microsoft    | Sumário | Site |  |
| --------------------- | --- | ---- |  |
| Bing                  | Site de busca na web. | Site |  |
| Microsoft Word        | Crie e compartilhe documentos de excelente aparência combinando um conjunto abrangente de ferramentas de escrita e uma interface de fácil utilização. | Site |  |
| Microsoft Excel       | Crie Planilhas, gráficos, Analise, compartilhe e gerencie informações para tomar decisões mais embasadas. Comece a trabalhar com o novo Excel. | Site |  |
| Microsoft PowerPoint  | Crie apresentações dinâmicas e de grande impacto de forma mais rápida. | Site |  |
| Microsoft Outlook     | Gerencie seus emails e informações, conecte-se além das fronteiras e proteja as informações com o Outlook . | Site |  |
| Microsoft Access      | Sistema de gerenciamento de banco de dados da Microsoft. | Site |  |
| Microsoft FrontPage   | Ferramenta da Microsoft de criação de aplicativos e de páginas da Web, a ultima versão do FrontPage saiu em 2003, atualmente o mesmo foi substituido pelo SharePoint e o Expression.                                                                                  | Site |  |
| Microsoft Office Sway | O Sway é um serviço que facilita a criação e o compartilhamento de relatórios interativos, apresentações etc. | Site |  |
| Skype                 | É um software que permite comunicação pela Internet através de conexões de voz e vídeo, e chamadas do tipo VoIP. | Site |  |
| Xbox                  | Xbox é uma família de consoles de video-games produzidos pela Microsoft, com sua versão mais recente, o Xbox One, junto com o revolucionário Kinect, tecnologia que será aderida aos computadores também. A Xbox Live também faz parte do console e é sua atual rede. | Site |  |
| Microsoft Lumia       | É uma família de celulares e smartphones produzidos pela Microsoft em diversos países rodando o sistema Windows 10 mobile | Site |  |